# Jämtlands fältartilleri
Jämtlands Fältartilleri, förkortat JFA, är en militärkulturhistorisk förening som bildades år 1993 (23 januari) i samband med att Kungl Norrlands artilleriregemente (A 4), i Östersund, firade sitt 100-årsjubileum som självständigt förband. Föreningen återskapar idag artilleri med tyngdpunkt på tidsperioderna 1700-1721, 1808-1809, 1890-tal samt 1905-1945 som inriktning. 

## Verksamhet
Föreningens ändamål och syfte är att återskapa och visa upp äldre tiders militärliv, framför allt artilleriet, vid tiden för sekelskiftet 1700 fram till dess att A4 sattes upp 1893. Föreningen återskapar även tiden efter det fram till andra världskrigets slut. Vidare söker föreningen även skildra andra delar av militärlivet under 1900-talets första del, alltså ej enbart artilleriet, samt även knyta an till äldre tidsepoker - exempelvis 1718-19 då general C.G. Armfeldt genomförde det fälttåg mot Trøndelag, som fick ett så tragiskt slut i gränsfjällen.
Årligen genomför föreningen även skarpskjutning med framladdade svartkrutskanoner på från början Grytans skjutfält, numera på Dagsådalens skjutfält utanför Östersund - vilket möjliggörs genom föreningsmedlemmar i Sundsvall som även är medlemmar i Sundsvalls pistolskytteklubbs svartkrutssektion. Genom denna tradition har den medeltida "Papegojskjutningstraditionen" återupptagits.

## Samarbeten
Föreningen är medlem i Riksförbundet Sveriges militärkulturhistoriska föreningar,  RSMF, som är en sammanslutning och ett samarbetsorgan för de militärkulturhistoriska föreningarna i Sverige. (Till RSMF!) Sedan 2006 ansvarar föreningen för saluten vid Uppsala universitets doktorspromotioner.
Fältjägargruppen utgör en viktig partner före föreningen och föreningen är även medlem i Militärmuseiföreningen i Jämtlands län, Milmus Z, vilken skall ansvara för den militära delen av Optand teknikland.
Jamtli - Jämtlands läns museum är kanske den lokalt viktigaste icke militära samarbetspartnern. Jamtli och JFA har genomfört  "Soldatliv på Jamtli" första gången 1999 och evenemanget har därefter återkommit. Sedan 2014 genomförs evenemanget "Karolinervinter" i januari.

## Materiel
Huvudmaterielen består av:
- 7,5 cm kanon m/02, vilken levererades till A 4 år 1906. Det är den första artilleripjäsen med rekylhäminrättning - vilket gör att pjäsen blir kvar på samma plats vid skjutning.

- 3-pundig partikanon m/1773 gjuten hos Åkers styckebruk. Pjäsen, som är i original, renoverades våren 2009 och provsköts för första gången den 9 maj. Pjäsen har döpts till "Stoltheten". Pjäsen ingick, som en av sex pjäser, i Jämtlands Fältbatteri av Svea artilleriregemente åren c:a 1773-1815. I samband med mobiliseringen 1814 hade det även ett nummer: 7:e 3-pundiga partikanonbatteriet.

Uniformer av varierande tidsålder, för vinter och sommar, både som föreningsegendom och som privategendom - medlemmarna är synnerligen påhittiga på detta område...
Några av uniformerna som används är:
- Uniform m/1710 för artilleriet (helblå), m/1794-1806 för Svea artilleriregemente (mörkblå), attila m/1872 och m/1873 för Norrlands artilleriregemente samt de därpå följande m/10, m/23 och m/39.
- 3-pundig partikanon m/1773 (original), 7,5 cm kanon m/02 och m/02-33.